# Sophron inornatus
Sophron inornatus är en skalbaggsart som beskrevs av Newman 1842. Sophron inornatus ingår i släktet Sophron och familjen långhorningar. Inga underarter finns listade i Catalogue of Life.